# Generació de senyals
La generació de senyals és una faceta important en la reparació i desenvolupament electrònic. El generador de senyals s'utilitza per proporcionar condicions de prova conegudes per a l'avaluació adequada de diversos sistemes electrònics i verificar els senyals que faltaven en sistemes que s'analitzen per reparació. Hi ha diversos tipus de generadors de senyals, els quals tenen diverses característiques en comú. Primer, la freqüència del senyal ha de ser estable i s'ha de conèixer amb exactitud. Segon, s'ha de controlar l'amplitud, des de valors molt petits fins relativament alts. Finalment, el senyal ha d'estar lliure de distorsió.
Hi ha moltes variacions d'aquests requisits en particular per a generadors de senyals especialitzats com els generadors de funcions, de polsos, d'escombratge, etc., i aquests requisits s'han de considerar com generals.

## Generadors de senyals
Un generador de funcions és un dispositiu que produeix formes d'ona simples repetitives. Aquests dispositius contenen un oscil·lador, un circuit que és capaç de crear una forma d'ona periòdica. La forma d'ona més comuna és una ona sinusoidal, però dents de serra, senyals d'ona quadrades, triangulars i oscil·ladors d'ona estan comunament disponibles en els generadors de forma d'ona arbitrària.
Els generadors de funcions s'utilitzen normalment en la reparació de l'electrònica i el disseny simple, en el qual s'utilitzen per estimular un circuit sota prova. Els generadors de funcions permeten variar el nombre de cicles que produeixen, el rang de freqüència, la precisió i l'estabilitat de freqüència i altres paràmetres.

## Modulació del generador de senyals
La majoria dels generadors de senyals té la capacitat de modular tant en freqüència com en amplitud, amb un índex o percentatge de modulació conegut. La modulació d'amplitud es pot aplicar al generador de senyals anivellat electrònicament, per mitjà de la modulació de l'atenuador del díode PIN amb el senyal modulat. El problema seriós que es presenta amb aquesta modulació és que l'amplitud varia des de dues vegades l'amplitud del portador fins a zero per a un percentatge del 100% de modulació, la qual cosa implica que l'atenuador controla per voltatge ha de tenir almenys una atenuació nominal de 6 dB perquè l'amplitud es pugui incrementar a dues vegades la portadora i proporcioni, en teoria, una atenuació infinita per aconseguir el zero requerit pel 100% de modulació. Sense importar la tècnica de modulació, la majoria dels generadors de senyals proporcionen una modulació d'amplitud propera però no igual a 100%.
La modulació de freqüència no pateix problemes atribuïbles al percentatge de modulació i no hi ha el 100% de modulació. Per modular la freqüència el generador de senyals requereix un mètode per canviar electrònicament la freqüència de l'oscil·lador, en general, això el proporciona un díode varactor al circuit oscil·lador sintonitzat. La quantitat de modulació subministrada pel díode varactor depèn de la freqüència de l'oscil·lador i pot variar sobre el rang de sintonia de l'oscil·lador. És a dir, el generador de senyals ha de comptar amb un mètode de correcció per a aquest canvi en l'índex de modulació de freqüència. Aplicar la modulació a un generador de senyals pot ser un problema complex quan aquest dispositiu és del tipus sintetitzat. Cada un d'aquests instruments és un cas únic, i hi ha nombrosos mètodes per subministrar una font exacta de modulació.

### Generadors de Pols i d'Ona Quadrada
Els generadors de polsos i ona quadrada s'utilitzen sovint amb un oscil·loscopi com a dispositiu de mesura. Les formes d'ona obtingudes a la sortida de l'oscil·loscopi o en punts específics del sistema sota prova, proporcionen informació tant qualitativa com quantitativa sobre el dispositiu o sistema a prova.
La diferència fonamental entre un generador de polsos i un d'ona quadrada està en el cicle de treball. El cicle de treball es defineix com la relació entre el valor mitjà de la pulsació en un cicle i el valor pic de la pulsació. Com que el valor mitjà i el valor pic es relacionen en forma inversa als seus temps de durada, el cicle de treball es defineix en termes d'ample de la pulsació i el període o temps de repetició de la pulsació.
- Cicle de treball = Amplada del pols / Període

Els generadors d'ona quadrada produeixen un voltatge de sortida amb temps iguals de voltatges alts i baixos de manera que el cicle de treball és igual a 0,5 o al 50%. El cicle de treball es manté en aquest valor encara que variï la freqüència d'oscil·lació.
El cicle de treball d'un generador de pulsacions pot variar, les pulsacions de poca durada donen un cicle de treball baix i, en general, un generador de pulsacions pot subministrar més potència durant el període de voltatge alt que un generador d'ona quadrada. Les pulsacions de curta durada redueixen la dissipació de potència en el component a prova. A propòsit, els mesuraments del guany del transistor es poden efectuar amb polsos de curta durada que evitin l'escalfament de les unions, o d'aquesta forma es minimitzen l'efecte de la temperatura de la unió sobre el guany.
Els generadors d'ona quadrada s'utilitzen sempre que es vol investigar les característiques de baixa freqüència d'un sistema, per exemple, per a proves de sistemes d'àudio. Les ones quadrades són preferibles a les pulsacions de curta durada si la resposta transitòria d'un sistema requereix algun temps per assentament.